# Cruz cristã

A cruz é o símbolo mais popular do cristianismo.

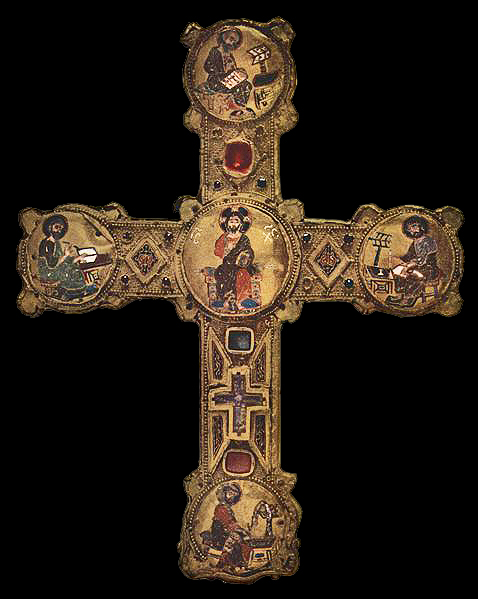
Relicário em forma de uma cruz cristã decorada.

A cruz cristã é o mais conhecido símbolo religioso do cristianismo. É a representação do instrumento da crucificação de Jesus Cristo, e está relacionada ao crucifixo (cruz que inclui uma representação do corpo de Jesus) e à família mais ampla dos símbolos em forma de cruzes.
A cruz representou em diversas sociedades a interseção do plano material e do transcendental em seus eixos perpendiculares. Ao ser apropriado pelo cristianismo, este símbolo enriqueceu e sintetizou a história da salvação e paixão de Jesus, significando também a possibilidade de ressurreição.

## História

### Símbolos pré-cristãos
O símbolo com o formato da cruz, representado em sua forma mais simples através do cruzamento de duas linhas em ângulos retos, antecede em muitos séculos, tanto no Ocidente quanto no Oriente, a introdução do cristianismo; data a um período muito remoto na história da civilização. Supõe-se que seria usado não apenas por seu valor ornamental, mas também com significados religiosos.
Já se tentou associar a este uso difundido do símbolo, em particular na forma da suástica, uma importância etnográfica; ela poderia ter representado o aparato usado para se fazer o fogo e, como tal, ser um símbolo do fogo sagrado ou como um símbolo do Sol, indicando sua rotação diária. Também foi interpretado como uma representação mística do relâmpago ou do deus das tempestades, e até mesmo como o emblema do panteão ariano e da antiga civilização ariana.
Outro símbolo que foi associado à cruz é a cruz ansata (ankh or crux ansata) dos antigos egípcios, que frequentemente aparecem como um sinal simbólico nas mãos da deusa Sacmis, e como um símbolo hieroglífico para a vida ou os vivos. Em períodos subsequentes os cristãos egípcios (coptas), atraídos por sua forma e, talvez, por seu simbolismo, o adotaram como emblema da cruz.
Sócrates Escolástico menciona, num templo de Serápis, a existência de cruzes hieroglíficas que os pagãos declararam que "significavam a vida por vir" (provavelmente a cruz ansata, mas sem certezas, pois vários outros hieróglifos são cruciformes). Destruindo um templo deste deus e descobrindo estas gravações na pedra, os cristãos reclamaram-nas como sendo o sinal de Cristo. Alguns interpretam, contra as palavras da própria fonte, que a cruz seria um símbolo importante no culto de Serápis.
Na Era do Bronze encontrava-se em diversas partes da Europa uma representação mais precisa da cruz, tal como concebida pela arte cristã, e foi neste formato que ela acabou por ser mais amplamente difundida. Esta caracterização mais precisa coincide com uma mudança geral correspondente nos costumes e crenças; a cruz passou a ser associada a diferentes objetos, como fivelas, cinturões, e encontrada em fragmentos de terracota, e no fundo de recipientes usados para beber. Já se especulou que tal uso do símbolo não seria apenas ornamental, mas também um sinal de consagração, especialmente no caso de objetos pertencentes a enterros. No cemitério proto-etrusco de Golasecca, cada tumba contém um vaso com uma cruz entalhada. Cruzes legítimas, de maior ou menor traço artístico, foram encontradas em Tirinte, Micenas, Creta, e numa fivela de Vulcos.

## Controvérsias
Em 2014, o Partido Comunista Chinês iniciou um programa de remoção de cruzes exteriores dos edifícios das igrejas "por razões de segurança e beleza". Em 2016, foram retiradas 1.500 cruzes.  Em 2020, esta campanha foi retomada, justificada pelo facto de algumas cruzes serem mais altas que a bandeira nacional chinesa. 